# Xizicus cryptostictus
Xizicus cryptostictus är en insektsart som först beskrevs av Morgan Hebard 1922.  Xizicus cryptostictus ingår i släktet Xizicus och familjen vårtbitare. Inga underarter finns listade i Catalogue of Life.